# MNNA
MNNA（英語: Major non-NATO ally）は、アメリカ合衆国軍と戦略的に密接な協調関係にあるが、北大西洋条約機構（NATO）の加盟国ではないアメリカ合衆国の同盟国を指す用語。アメリカ合衆国連邦政府によって指定される。MNNA諸国は自動的にアメリカ合衆国の集団防衛の対象となるわけではないが、NATO非加盟国には本来付与されない軍事的、財政的な優遇を受ける事が可能となる。

## MNNAの日本語表記
MNNAの日本語表記は複数の表記方法が見られ、統一されていない。
一つ目の表記方法は「主要な非NATO同盟国」ないし「主要非NATO同盟国」であり、防衛省や防衛研究所等の官公庁の他、マスコミではロイター通信が使用している。
二つ目の表記方法は「北大西洋条約機構（NATO）非加盟の主要同盟国」であり、朝日新聞、産経新聞、時事通信、フランス通信社等の多数のマスコミが記事で使用している。

## 沿革
MNNAの法的地位は、アメリカ合衆国議会が1987年に「サム・ナン修正案」として知られる2350a項を合衆国法典第10編へ追加した際に創設された。この規定には、国務長官の承認があればNATOに加盟していない同盟国との間で武器の研究開発協力協定を締結できることが明記された。最初のMNNAには、オーストラリア、エジプト、イスラエル、日本、大韓民国が指定された。
1996年、合衆国法典第22編に2321k項が追加された際に、MNNA諸国にさらなる軍事的、財政的な便益が供与された。それは、NATO加盟国と同様に武器輸出管理法（AECA）の適用を免除をするものであった。さらに、大統領に議会への通知30日後に外国をMNNAに指定する権限を付与した。この時に前述の5カ国に加えて新たにヨルダンとニュージーランドがMNNAに指定された。米国とニュージーランドは元来太平洋安全保障条約（ANZUS）を通じた戦略的・軍事的な協力関係にあったが、ニュージーランドによる核搭載船の寄港拒否（自国の非核地帯化）と、それ対抗するアメリカの防衛義務停止によって、1986年以降協力関係が有名無実化していた。たが、ニュージーランドをMNNAに指定したことにより米新間の宥和がもたらされ、2012年6月にはニュージーランドがNATOとのパートナーシップ協定に調印した。
2002年9月、アメリカ合衆国議会は2003年度外交授権法案を可決し、台湾（中華民国）を事実上のMNNAとして扱うことを求めた。アメリカ政府は1979年以降台湾を国家承認しておらず、議会が大統領の外交権限を踏みにじっているのではないかという疑念もあったが、翌年8月にブッシュ大統領は台湾を事実上のMNNAとする書簡を議会に提出した。その後もMNNA指定国は増えていったが、いくつかの国は指定を提案されたものの、実現には至っていない（後述）。また、カーブル陥落によってアフガニスタン・イスラム共和国政府が事実上崩壊したため、2022年7月にアフガニスタンはMNNAの指定を解除された初めての国となった。
MNNAの指定は、しばしば政治家や学者によって議論の対象とされている。2012年、アルゼンチンのキルチネル政権下で反米主義と経済的苦境が進んでいることを受け、ヘリテージ財団の研究主任のLuke Coffeyは「アルゼンチンはもはやMNNAの地位に匹敵しない」とする論文を公表した。2017年、アメリカ統合参謀本部議長のジョセフ・ダンフォードが「パキスタンのISIはテロ組織と関係がある」と非難し、ロイター通信も「ドナルド・トランプ政権は最終的な対応策の一つとしてパキスタンをMNNAの地位から外す議論をしている」と報じた。また、2023年には、パキスタンのMNNA指定を解除する法案がアメリカ合衆国下院に提出されている。

## MNNA指定の利点
MNNAに指定された国は、アメリカ合衆国から下記の優遇を受ける資格を得る。
- アメリカ国防総省と進める共同研究開発プロジェクトへのコスト分担ベースでの参入
- 特定の対テロ作戦への参加
- 劣化ウラン弾を用いた対戦車兵器の購入
- 軍放出品（英語版）の優先的な配送（その対象はレーションから船にまで及ぶ）
- 米軍基地外に保管されている国防総省が所有する戦時備蓄品（英語版）の入手
- 共同研究開発プロジェクト及びその評価のために必要な設備・資材の貸付
- 特定の防衛機器を購入またはリースする際に米国の金融を使用する許可
- 共同訓練の実施
- 宇宙技術の迅速な輸出処理
- 米国外にある米軍軍事装備品の修理・保守を目的とする米国防総省との契約に該当国企業が入札する許可

## MNNAと主要戦略的パートナー
2014年12月、アメリカ合衆国議会は、米以主要戦略的パートナー法（United States–Israel Strategic Partnership Ac）を成立させ、MNNAの1国であるイスラエルを主要戦略的パートナーに指定した。この新しいカテゴリはMNNAより上位の分類であり、防衛、エネルギー分野におけるさらなる援助及びビジネス・学術におけるパートナー関係の強化が追加で付与される。この法案はさらに米国にイスラエルにおけるWRS（戦時備蓄品）を18万ドル増やすことを義務付けている。

## MNNAと主要防衛パートナー
2016年3月、アメリカ合衆国議会は、米印主要防衛パートナー法（U.S.-India Defense Technology and Partnership Act）を成立させ、インドを主要防衛パートナーに指定した。この新しいカテゴリは、MNNAでないインドが米国と最も近い同盟国やパートナーと同等に、より高度で機密性の高い技術を米国から購入することを可能とするものであり、インドにおける防衛産業の自給自足に大きな後押しとなる事が期待されている 。

## MNNAの指定状況

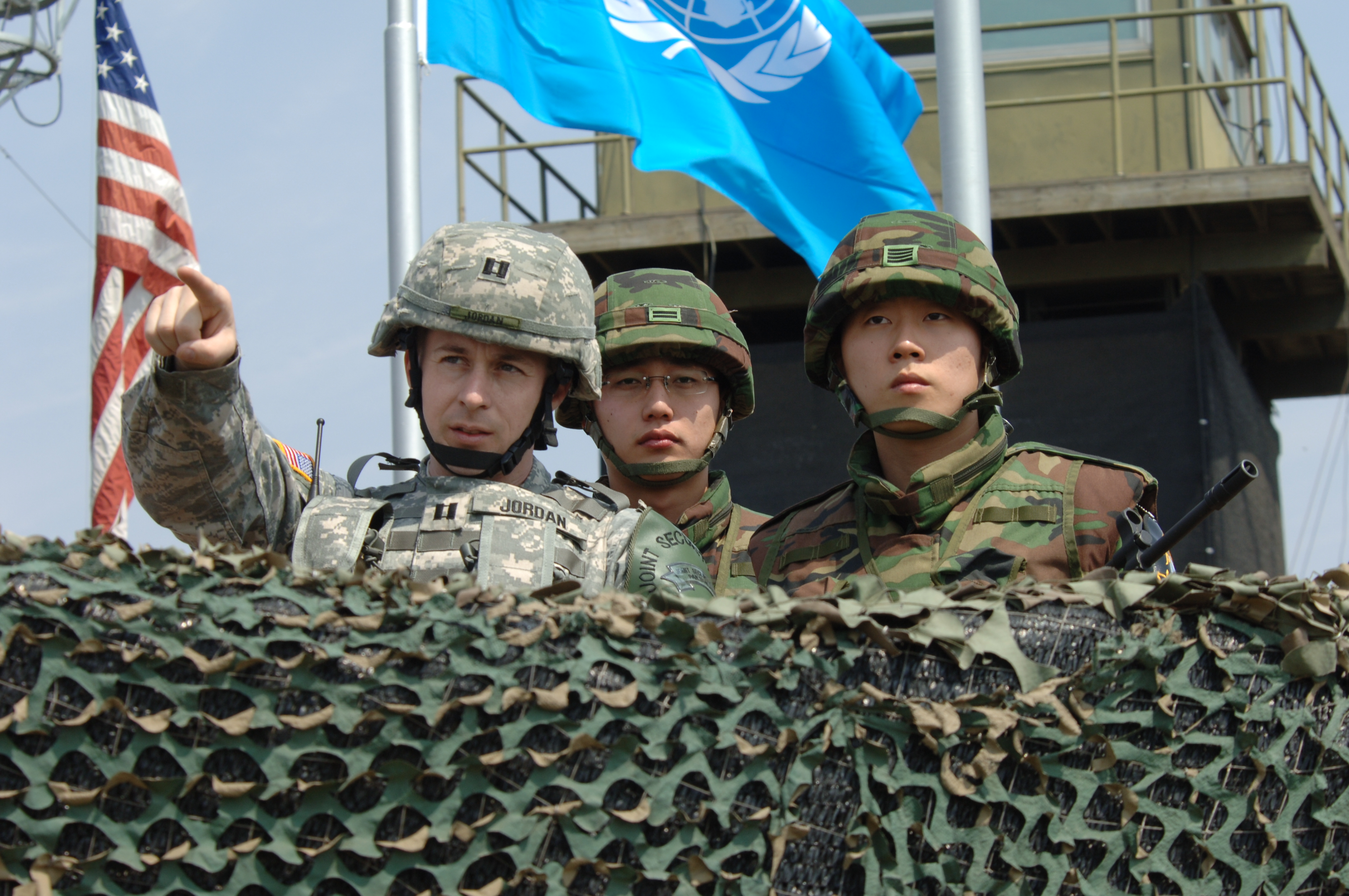
大韓民国国軍兵士と在韓米軍陸軍将校が朝鮮半島の軍事境界線を監視している（2008年）。

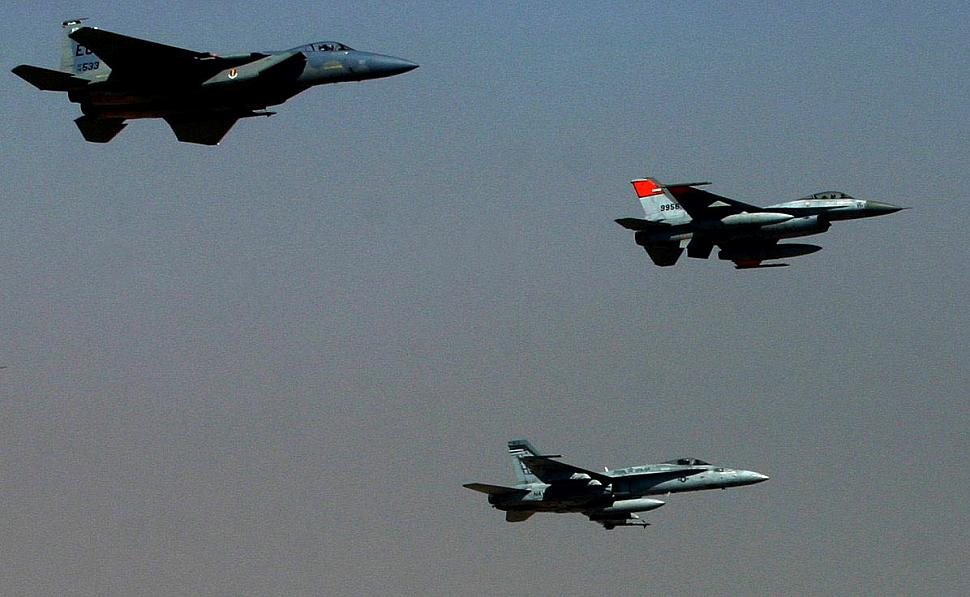
エジプト軍のF-16Cブロック40とアメリカ合衆国海軍のF/A-18ホーネット、アメリカ合衆国空軍のF-15イーグル。

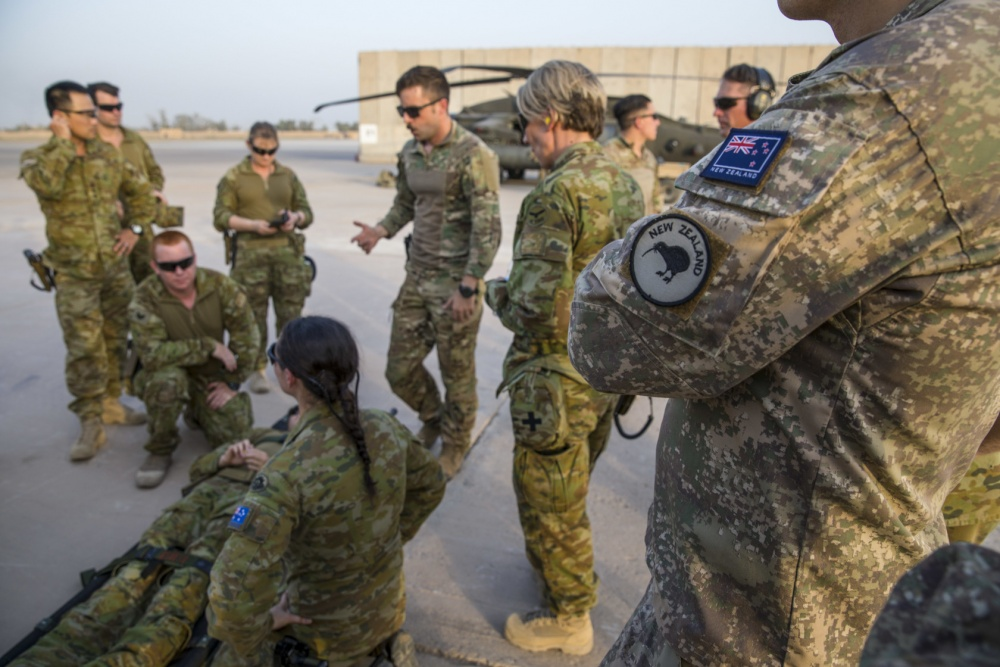
オーストラリア国防軍、ニュージーランド国防軍、アメリカ合衆国陸軍の隊員が2018年にイラクのキャンプ・タジで医療搬送訓練を実施。

### 現行の指定国
2024年（令和6年）5月時点で、以下の国々がMNNAに指定されている。順序は指定順である。

#### ジョージ・H・W・ブッシュによる指定
- オーストラリア（1989年）[21]
- エジプト（1989年）[21]
- イスラエル（1989年）[21]
- 日本（1989年）[21]
- 韓国（1989年）[21]

#### ビル・クリントンによる指定
- ヨルダン（1996年）[22]
- ニュージーランド（1997年）[23]
- アルゼンチン（1998年）[24]

#### ジョージ・W・ブッシュによる指定
- バーレーン（2002年）[25]
- 中華民国（台湾）（2003年）[9]
- フィリピン（2003年）[26]
- タイ（2003年）[27]
- クウェート（2004年）[28]
- モロッコ（2004年）[29]
- パキスタン（2004年）[30]

#### バラク・オバマによる指定
- チュニジア（2015年）[31]

#### ドナルド・トランプによる指定
- ブラジル（2019年）[32][33][34][35]

#### ジョー・バイデンによる指定
- カタール（2022年）[36]
- コロンビア（2022年）[37]
- ケニア（2024年）[38]

### 過去の指定国
- アフガニスタン・イスラム共和国（2012年[39][40] - 2022年）：バラク・オバマによって指定されるも、2021年ターリバーン攻勢による政府消滅を受け事実上の指定解除。2022年7月に指定解除が正式決定された[41][42]。

## MNNA指定の可能性がある国
幾つかの国は将来的にMNNAへ指定される可能性が指摘されている。
- シンガポール：2003年にタイ・フィリピンと同じくMNNA指定の申し出を受けたが断った[44][45]。
- ウクライナ・ ジョージア・ モルドバ：2014年クリミア危機を受け、アメリカ合衆国議会の議員らがMNNAに指定する法案を提出した[46]。その後、2019年5月にはウクライナをMNNAに指定する法案がアメリカ合衆国下院に再度提出されたが[47]、指定には至らなかった。
- アラブ首長国連邦・ オマーン・ サウジアラビア：2015年にキャンプ・デービッドで開催された湾岸協力会議諸国との首脳会談において、バラク・オバマが指定を検討していると発表した[48]。だが、その後指定に向けた具体的な動きはみられていない。
- インド：2019年6月に複数の米国議会議員がインドMNNA指定に向けて動いているとマスコミで報じられたが[49]、その後否定された[50]。